# Phoebe Buffay
Phoebe Buffay làm một nhân vật hư cấu của seri phim Friends của đài NBC, đóng bởi Lisa Kudrow. Kudrow nhận được 1 giải Emmy Award, giải Screen Actor Guildand, một để cử giải Quả cầu vàng cho vai diễn này.
Chị sinh đôi của cô, Ursula Buffay, một nhân vật trong phim Mad About You, thực ra sau này trở thành thống đốc của New York.

## Lai lịch
Pheobe Buffay là em gái trong một cặp sinh đôi do Phoebe Abbott (Teri Garr) và Frank Buffay, sinh ngày 16 tháng 2 năm 1967, chị gái là Ursula (cũng đóng với Lisa Kudrow) sinh trước 1 phút. Frank cưới bạn thân của Abbot, Lily, cùng lúc Lily nhận nuôi Phoebe và Ursula. Phoebe không nói nhiều lắm về tuổi thơ cô trừ việc cho biết cô đến từ New York, cha cô bỏ đi khi cô còn bé, Lily tái hôn với một người đàn ông khác. Lily quyết định tự tử khi Phoebe và Ursula 14 tuổi bằng cách đưa đầu vào lò nướng, sau đó cha dượng cô vào tù. Cô thỉnh thoảng đề cập tới phương thức nuôi con kì lạ của mẹ cô. Khi 15 tuổi, Phoebe sống ở đường phố. Có nhiều tình tiết vè quá khứ đầy màu sắc của Phoebe trên đường phố được đề cập trong seri. Cô từng sống trong chiếc xe Buich LeSabre bị cháy rụi, trong một chiếc AMC Gremin với Cindy-một người nói chuyện với cái tay của ông ta, và với một người bạch tạng làm công việc lau cửa sổ tòa nhà Port Authority Bus Terminal. Cô không được đi học trung học hay đại học, nhưng quả quyết rằng cô tham gia nhóm học tiếng Pháp ở đằng sau một cái thùng rác, cô rất thông thạo tiếng Pháp. Phoebe đôi khi dùng phương thức trấn lột để tồn tại; khi cô 14 tuổi, cô đã trấn lột Ross Geller, người sau này trở thành bạn tốt của cô, gần một cửa hàng truyện tranh, và lấy đi cuốn truyện tranh Ross sáng tác - Science Boy, cô quả quyết cuốn sách đã dạy cô nhiều điều. Phoebe còn nói rằng cô từng sống tại Praha, Tiệp Khắc, nhưng không muốn thảo luận thêm về việc đó. Cô nói rằng cô từng mắc bệnh viêm gan khi bị một chủ chứa tát vào mồm; cô từng bị đâm bởi một cảnh sát, sau đó cô đâm lại ông ta; học đấm bốc ở YMCA; bị tra tấn; từng làm mũ rơm Mexico (và bị ông chủ gọi là "con bé da trắng dốt nát" vì không làm vành đủ to.
Cô chuyển đến sống với Monica Geller khi đọc được quảng cáo tìm bạn thuê cùng nhà, và bắt đầu tình bạn của họ. Khi sống cùng với Monica, cô kết hôn với một người đàn ông tên là Duncan Sullivan (Steve Zahn), một vũ công trên băng người Canada để giúp anh ta nhập cảnh. Sau này anh ta phát hiện mình không đồng tính và chỉ giở vờ làm gay, dẫn đến họ li dị vào mùa thứ 2, cho dù Phoebe có tình cảm với anh. Cô chuyển đi vì không chịu nổi xu hướng quản lý của Monica, cô sống cùng bà ngoại tại căn nhà số 5 đường Morton của bà. Sau khi bà ngoại mất vào season 5, Phoebe được thừa kế căn hộ và chiếc xe taxi màu vàng.